# (1132) Hollandia
(1132) Hollandia est un astéroïde de la ceinture principale, découvert le 13 septembre 1929 par l'astronome néerlandais Hendrik van Gent depuis l'observatoire de l'Union à Johannesbourg.
Sa désignation provisoire était 1929 RB1.
Son nom est une forme latinisée de la Hollande.